# Václav Skřivánek
Václav Skřivánek (16. září 1862, Rousínovec – 13. prosince 1925, Vyškov) byl advokát, starosta města Vyškova, komunální politik a též amatérský botanik.

## Život
Václav se narodil Vincenci Skřivánkovi celoláníkovi z Rousínovce a manželce Petronile roz. Tomanové. V roce 1899 vstoupil do komunální politiky a setrval v ní až do své smrti. Díky jeho agitaci na ministerstvu obrany byla dislokována vojenská posádka do Vyškova. Byl také amatérským botanikem a autorem řady článků o regionální květeně. Napsal Květena okresu vyškovského. Zemřel dne 13. prosince 1925 na vrozenou srdeční vadu. Byl pochován na vyškovském hřbitově.